# Großharrie
Großharrie est une commune allemande du Schleswig-Holstein, située dans le sud-ouest de l'arrondissement de Plön, à sept kilomètres au nord-est de Neumünster. Großharrie est l'une des huit communes de l'Amt Bokhorst-Wankendorf dont le siège est à Wankendorf.